# Wilk z Gubbio

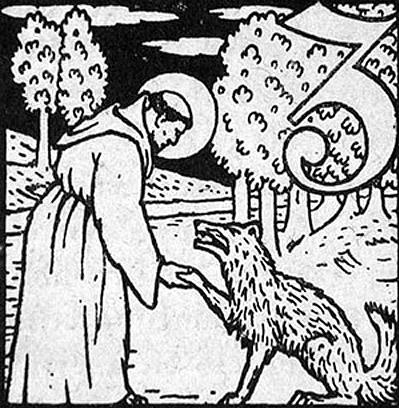
Św. Franciszek zawiera umowę z wilkiem, Carl Weidemeyer-Worpswede, 1911

Wilk z Gubbio – wilk, który według „Kwiatków św. Franciszka” terroryzował miasto Gubbio do czasu oswojenia go przez św. Franciszka. Historia o wilku z Gubbio jest jednym z wielu opowiadań chrześcijańskich na temat świętych, którzy wywarli wpływ na zwierzęta.

## Streszczenie
W czasie, gdy św. Franciszek przebywał w Gubbio, w okolicy pojawił się wilk, który napadał na inwentarz i ludzi. Sterroryzowani mieszkańcy nie rozstawali się z bronią, lecz i tak nikt nie był w stanie pokonać zwierzęcia. Św. Franciszek zdecydował się im pomóc. Wyszedł z miasta i napotkał agresywnego wilka. Zrobił wówczas znak krzyża i nakazał zwierzęciu, aby nie krzywdziło ani jego, ani innych ludzi. Wilk uspokoił się i zaprzestał ataków, a mieszkańcy Gubbio karmili go aż do jego śmierci ze starości.
W formie dramatu historię wilka z Gubbio opracowała amerykańska poetka i dramatopisarka Josephine Preston Peabody. Sztuka The Wolf of Gubbio ukazała się w 1913, a następnie została w 1927 włączona do wyboru jej utworów scenicznych.
W latach 1954–1960 Stefan Themerson napisał muzykę i libretto wydanej drukiem w 1972 roku dwuaktowej „opery semantycznej” pt. St. Francis & The Wolf of Gubbio or Brother Francis’ Lamb Chops (Święty Franciszek i Wilk z Gubbio albo Kotlety Świętego Franciszka). W 1993 ukazała się opowiastka dla młodszych dzieci Wilk z Gubbio i Święty Franciszek, której autorem jest Leszek Aleksander Moczulski.